# Jakob Sederholm
Jakob Johannes Sederholm (Helsinki, 20 de julio de 1863 – 26 de junio de 1934) fue un geólogo finlandés que es recordado sobre todo por sus aportaciones al estudio de las migmatitas, y por la introducción de este término y el de anatexia.

## Biografía científica
Atribulado por la mala salud toda su vida, Sederholm eligió la geología como profesión para poder trabajar al aire libre. Empezó sus estudios en Helsinki (dónde fue discípulo de Fredrik Johan Wiik), y los continuó en Estocolmo —con Waldemar Brøgger, defensor del actualismo— y en Heidelberg —con Harry Rosenbusch, un petrógrafo con gran autoridad— regresando a Finlandia para trabajar en el Servicio Geológico de Finlandia. En 1893 asumió las funciones de director de esta institución, y ocupó ese puesto hasta 1933, poco antes de su muerte el año siguiente.
Mientras se centraba en la investigación del zócalo precámbrico, Sederholm promovió un programa de producción de mapas que, entre 1899 y 1925, publicó muchos, así como descripciones de su historia geológica. Los gneises de las áreas en que trabajaba (situadas en el Escudo Báltico) mostraban a menudo una composición mixta, con capas de roca granítica (que es magmática) alternando con otras de composición gneísica (que es metamórfica). Sederholm introdujo el término migmatitas para designar este tipo de roca mixta, interpretándo las migmatitas como producto de la intrusión de magma, a gran profundidad, entre las capas de que están hechos los gneises. Sederholm introdujo también el término anatexia, para referirse a la fusión parcial de rocas de composición espacialmente heterogénea, la cual ocurre cuando las circunstancias del metamorfismo alcanzan su máximo grado (ultrametamorfismo); ese fenómeno es el que explica la peculiaridad de las migmatitas según nuestros conceptos actuales.
Sederholm recibió en vida dos de las mayores condecoraciones de la profesión: la medalla Murchison de la Sociedad Geológica de Londres; y la medalla Penrose de la Geological Society of America (ambas en 1928). En 1964 Yrjö Vuorelainen bautizó en su honor un mineral, llamándolo sederholmita, cuya localidad típica está en el centro de Finlandia.

## Vida personal y política
Era ahijado de Johan Ludvig Runeberg, poeta nacional de Finlandia. Su padre, Claes Theodor Sederholm, era secretario de la Biblioteca de la Universidad Imperial Alexander, ahora Universidad de Helsinki, que fundó y dirigió diversas publicaciones, como el Helsingfors Dagblad (Diario de Helsinki). Su madre era hija de un historiador de la educación, Alexander Blomqvist.
Era extremadamente trabajador, y partidario de la organización científica del trabajo, con puntos de vista tayloristas, que le llevaron a escribir una obra sobre el tema, y a intentar poner en práctica sus ideas, con poco éxito, en la institución que dirigía. Le gustaba la vida familiar, y procuraba tener a los suyos cerca de él, alquilando algo en el entorno, durante la estación anual de trabajo de campo.
Políticamente trabajó por la independencia de Finlandia del imperio ruso, procurando acudir a las reuniones internacionales como representante de Finlandia. Toda la familia era activa en el movimiento: su suegro tuvo que exiliarse, y su esposa trabajaba en la resistencia clandestina. Sederholm fue miembro de la Dieta finlandesa, y encabezó delegaciones de ésta a la Sociedad de Naciones. También fue miembro, y dos veces presidente, de la Sociedad Económica de Finlandia. Formó parte de una comisión creada por la Sociedad de Naciones para vigilar la evacuación de las tropas extranjeras de la recién independizada Albania.
En la novela histórica Centennial, de 1974, James Michener citó a Sederholm como uno de los científicos que hizo estimaciones tempranas de la edad de la Tierra. La de Sederholm fue de 40 millones de años, apenas una centésima parte de la real.